# Feel T
『Feel T』（フィール ティー）は、FMとやまで毎週月-金曜日の17:45から18:00まで放送されていたラジオ番組である。富山トヨタの一社提供番組。2002年7月頃にそれまで放送していた『TOYOTA ロイヤル・ステーション』をリニューアルする形でスタート。番組名はリスナー公募によって決められた。

## 概要
- 第1シーズンでは、内容の前半は、ウェブデザイナーの仕事を勤める主人公の男性が、その日の出来事を3曲の洋楽に乗せて男性の視点で語るという一人芝居的な内容。『ウェブデザイナーを仕事としている[注釈 1]私がこれからお話しするのは、ポジティブになれるジェントルストーリー。さあ、今日は何を話しましょうか？』という男性（声:椿つねひろ）のナレーションで物語がスタートする。
- CMを挟み、後半は「富山トヨタインフォメーション」。富山トヨタからの新製品情報、カーライフ情報、長期休業・年末年始の営業日の案内等を伝える。
- 2010年12月31日の放送をもって、第1シーズンの放送は終了し、2011年1月3日からは『Feel T ～Nature 自然は地球のタカラモノ～』と題した第2シーズンが開始された。枠移動はなし。レギュラー出演者は、田中正之に変更。インフォメーションも田中が担当（第1シーズンは提供読みも含め前田明日香が担当していた）。
- ちなみに第1シーズン最終回は大晦日だった為、主人公が年末年始の家族との過ごし方や新年の抱負を語るだけという至って普通の内容であり、ラストは、自身が登場する『Feel T』が終了する旨を告げ、「良いお年を！」の挨拶で締め括られた。
- 2013年3月29日をもって番組は終了。同年4月1日からは新番組「山中千尋 いつだってT-TIME」が放送開始する（放送時間は変わらず、スポンサーもこれまでに引き続き富山トヨタの一社提供である）[1]。

## 出演
第1シーズン
- 椿つねひろ（本編の主人公）
- 前田明日香（「富山トヨタインフォメーション」および提供読み上げ）

第2シーズン
- 田中正之

## 放送時間
- 17:45～18:00

過去
- 17:15～17:30（2005年3月まで）
- 17:40～17:55（2005年4月～2006年3月）
- 17:40～17:55（2006年4月～2007年3月は『イブニング・ファイル』に内包）

## 第1シーズン劇中の登場人物
- 声の出演は椿のみ。

### 主人公と勤務先の社員
主人公（私）
どこにでもいるような、ごく普通の会社員。クリエイティブ部所属で、ウェブデザインを担当している。既に結婚しており、子供は2人いる。1週の始まりに、ふとした出来事から1つのテーマに沿った疑問を持つようになり（大抵は月曜の回）、調べていくうちに分かった事などを、話し相手（リスナー）や、部のメンバー、家族や行きつけのカフェのマスター等に話したりしており、時には仕事を放棄してまで調査をするという（このような極端な設定は後に無くなっている）、熱心な物知りたがり屋でもある。後輩や同僚、子供の言い分や意見、態度に「やれやれ…」「まったく…」と呆れかえるのが口癖。コーヒーが好き。
放送回が二十四節気や年間行事、祝祭日に該当する場合は、話の冒頭で必ずそれに関する話題を持ち出す。時事ネタに触れる事はあまりなく、オリンピックやサッカーワールドカップ、世界フィギュアスケート選手権等の世界規模のスポーツ行事、年末でその年の世相や流行語大賞についての話題が出て来る程度である。
隣のデスクの同僚
オフィスで主人公の隣のデスクで勤務している。よく後輩（主にノダやヨコタ）に様々な知識を伝授したり、ちょっかいを掛けたりする。何故か彼のみ名前が登場せず、イニシャルが「K」である事しか明かされていない。
ユミコ
主人公の同僚である女性社員。気の強い性格で、後輩（特にノダやヨコタ）がいい加減な事や馬鹿馬鹿しい事を言ってはそれを指摘したり窘めたりする。その反面、ノダやヨコタにおちょくられる事も多い。主人公は、何故か彼女だけを下の名前で呼んでいる。
ノダ
主人公の後輩。主人公やその他の先輩から、様々な知識を伝授してもらっている。陽気な性格。
ヨコタ
ノダ同様、主人公の後輩。ノダとはコンビ的な存在で、時々調子に乗って上司を怒らせたり呆れさせたりする。
タナカ
総務担当の女性社員。豊富な知識を持っており、主人公も彼女に頼ったりしている。誰に対しても敬語で話す礼儀正しい人柄。
ナガシマ
営業担当の男性社員。主人公に対して敬語で話すため、彼よりは後輩と思われる。
ナカムラ
2007年度に入社した営業の女性社員。
キタガワ
ナカムラ同様2007年度に入社した営業の男性社員。仕事は真面目にこなす方である。
部長
クリエイティブ部の部長。落語や歌舞伎などの鑑賞を趣味とする。

### 主人公の家族
ユリコ
主人公の妻。家事はしっかりとこなす。
マイ
主人公の長女の娘で中学生。おしゃれ好きで、やたらと新しい洋服やアクセサリーを欲しがる。母の日や勤労感謝の日には決まって食事を代わりに作ってあげたりするなど、親思いである。
ユウ
マイの弟で小学生。わんぱくで好奇心も旺盛。疑問が浮かぶ度に満足いくまで知りたがる性格は親譲りのようだ。

### その他の人物
マスター
主人公の行きつけのカフェのマスター。主人公が時々そこを訪れては、耳にした他の客の話を話したりする。
カトウ
クリエイティブ部、特に主人公と仕事上関係の深いデザイナー。

## その他
当番組の冠スポンサーである富山トヨタが発行している情報誌「ドリームナビ」では、Feel Tで放送予定の洋楽アルバムに関する情報が三ヶ月分まとめて紹介されている。ちなみにこのページには、第1シーズンの主人公とその家族と思われるイラストが描かれている。